# Old Bill Williams

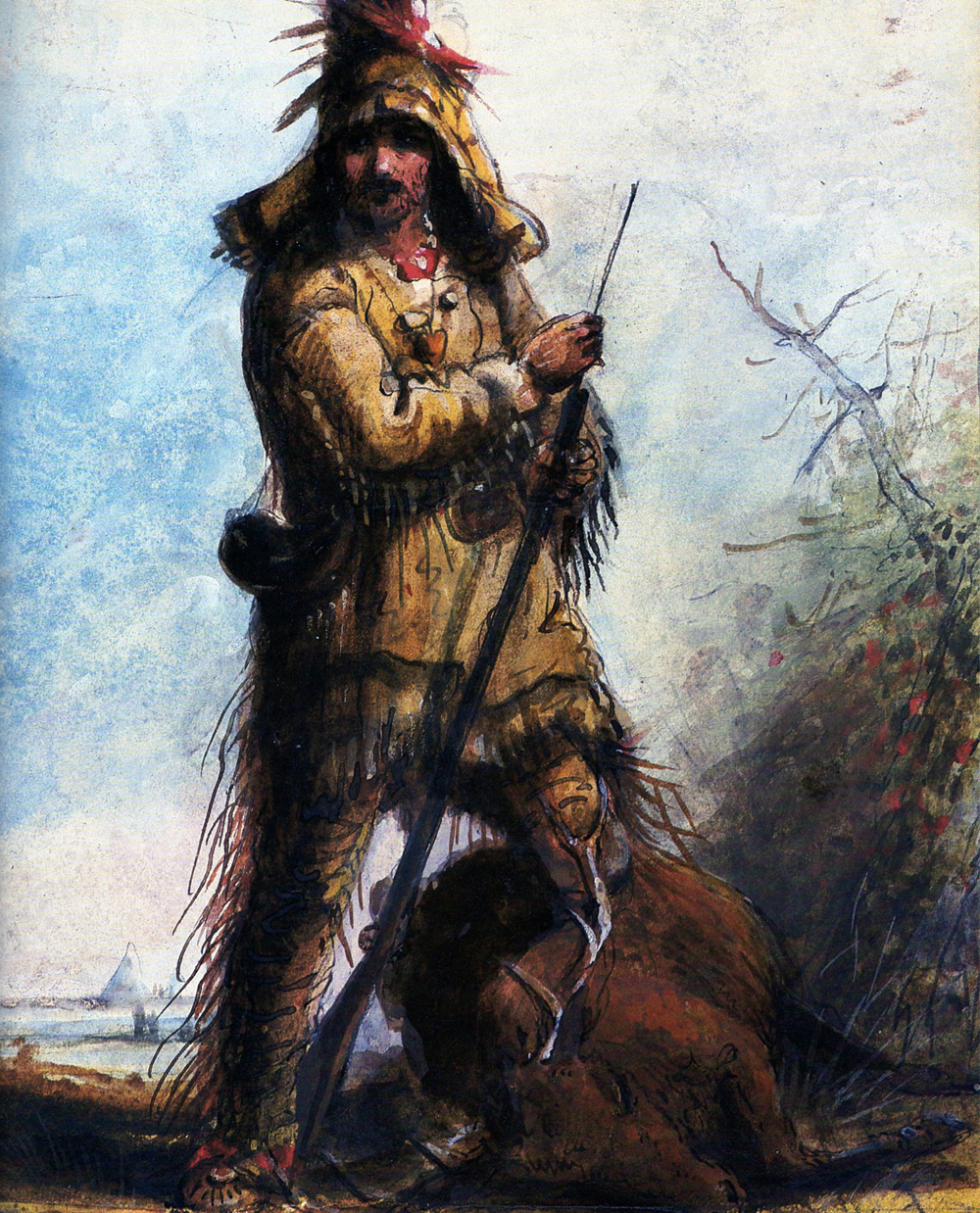
Old Bill Williams, Gemälde von Alfred Jacob Miller, 1839

William Sherley „Old Bill“ Williams (* 3. Januar 1787 im Rutherford County, North Carolina; † 14. März 1849 am Rio Grande in Colorado) war ein US-amerikanischer Mountain Man und Pionier. Neben seinem Ehrennamen „Old Bill“ war er auch als „Old Solitaire“ bekannt, da er meist allein jagte.

## Biografie
Williams wurde am 3. Januar 1787 im Rutherford County, North Carolina, am Horse Creek geboren, einem Zufluss des Pacolet River. Er war der vierte Sohn des Ehepaars Joseph Williams und Sarah Musick, beide mit walisischen Vorfahren; insgesamt hatten sie neun Kinder. 1794 zog die Familie in das heutige Missouri, damals unter spanischer Herrschaft. Williams wurde ein ausgezeichneter Pelztierjäger (Trapper) und hatte ein Talent für Fremdsprachen; bereits als Kind lernte er Französisch und Spanisch. Er kam schon früh mit verschiedenen Stämmen der amerikanischen Ureinwohner in Kontakt und lernte deren Sprachen und Bräuche kennen. Seine Fähigkeit, in den verschiedenen Sprachen zu kommunizieren, machte ihn für die Regierung und das Militär bei Verhandlungen wertvoll. Während des Britisch-Amerikanischen Kriegs 1812 diente Williams als Sergeant und Scout bei den Mississippi Mounted Rangers.
Nach dem Militärdienst wurde Williams Methodisten-Prediger und arbeitete bei einigen indigenen Stämmen, wobei er vom Mississippi nach Westen in die damaligen Grenzgebiete zog. In seinen jungen Jahren lebte er viele Jahre bei den Osage und später bei den Ute. Er schuf erste Grundlagen für ein Buch über die Osage-Sprache. Von den Ureinwohnern wurde er „Lone Elk“ (Einsamer Elch) genannt.
Williams nahm A-Ci’n-Ga (Windblüte) aus dem Volk der Osage zur Frau. Sie bekamen zwei Töchter. Nach dem Tod seiner Frau schickte er seine Töchter Mary Ann (* 1814) und Sarah (* um 1816) nach Kentucky zur Schule. Mary Ann heiratete John Allan Mathews aus Kentucky, der mit den Osage Handel betrieb. Nach Mary Anns Tod heiratete er ihre Schwester Sarah; Sarah war die Großmutter des Historikers John Joseph Mathews. Später heiratete Bill Williams eine Mexikanerin und eine Frau der Ute.
Williams arbeitete als unabhängiger Trapper und führte Reisende bis in die damalige westliche Grenzzone. Er arbeitete mit vielen Mountain Men und Pionieren zusammen, darunter Jedediah Smith, Joseph R. Walker, Zenas Leonard, Kit Carson und zuletzt John C. Frémont.
Old Bill Williams starb am 14. März 1849 auf der Rückkehr von einer Suchaktion nach Frémonts katastrophaler vierten Expedition. Er war auf dem Weg nach Taos, als er von Ute-Kriegern überfallen und getötet wurde; er wurde 62 Jahre alt.

## Nachwirkung

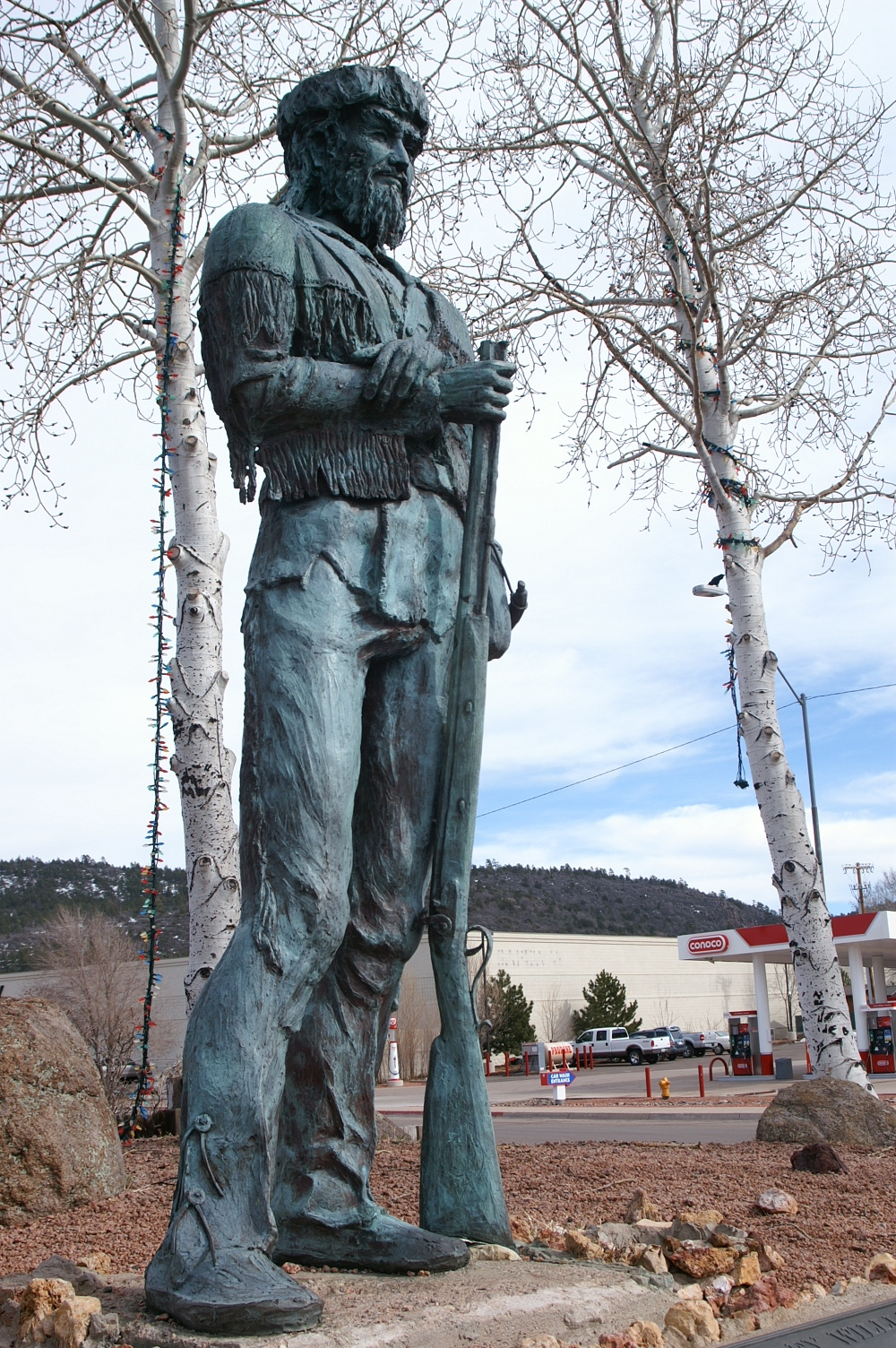
Statue von Old Bill Williams in Williams, Arizona

1980 wurde im Williams Monument Park in Williams (Arizona) eine 8,5 Fuß (gut 2,5 m) hohe Bronzeskulptur von Old Bill Williams aufgestellt, geschaffen von B. R. Pettit. Neben dieser Stadt und dem Park mit der Skulptur wurden verschiedene andere Objekte nach Old Bill Williams benannt: Bill Williams River und Bill Williams Mountain sowie die Bill Williams Mountain Men of Williams, Arizona. In der Disney-Serie The Saga of Andy Burnett wurde Old Bill von Slim Pickens dargestellt.